# Louise Abbéma
Louise Abbéma (n. 30 octombrie 1853, Étampes, Île-de-France, Franța – d. 10 iulie 1927, Paris, Franța)  a fost o pictoriță, sculptoriță și designer franceză din perioada Belle Époque.

## Biografie
Abbéma s-a născut în Étampes, Essonne. S-a născut într-o familie pariziană bogată, care era bine conectată în comunitatea artistică locală. A început să picteze încă de la începutul adolescenței și a studiat sub îndrumarea unor membri de seamă ai perioadei precum Charles Joshua Chaplin, Jean-Jacques Henner⁠(d) și Carolus-Duran⁠(d). A primit prima recunoaștere pentru munca ei la vârsta de 23 de ani, când a pictat un portret al actriței Sarah Bernhardt, prietena ei de o viață și posibil iubita ei.
A continuat să picteze portrete ale altor contemporani importanți și, de asemenea, a pictat panouri și picturi murale care împodobesc primăria din Paris, Opera din Paris, numeroase teatre, inclusiv „Teatrul Sarah Bernhardt” și „Palatul guvernatorului colonial” din Dakar, Senegal. Avea un stil academic și impresionist, pictând cu tușe ușoare și rapide.
A expus regulat la Salonul de la Paris, unde a primit o mențiune de onoare pentru panourile sale în 1881. Abbéma a fost, de asemenea, printre artistele ale căror lucrări au fost expuse în Clădirea Femeii la Expoziția Mondială Columbian din 1893 din Chicago. În cadrul expoziției a fost expus și un bust de Sarah Bernhardt sculptat de Abbéma.
Abbéma s-a specializat în portrete în ulei și acuarele, iar multe dintre lucrările ei au arătat influența pictorilor chinezi și japonezi, precum și a maeștrilor contemporani precum Édouard Manet. A descris frecvent flori în lucrările ei. Printre lucrările ei cele mai cunoscute se numără Anotimpurile, Dimineață de aprilie, Place de la Concorde, Printre flori, Iarnă și portretele actriței Jeanne Samary, împăratului Dom Pedro al II-lea al Braziliei, Ferdinand de Lesseps și Charles Garnier.
Abbéma a fost, de asemenea, un gravor, sculptoriță și designer desăvârșită, precum și o scriitoare care a contribuit regulat la revistele Gazette des Beaux-Arts și L'Art. De asemenea, a ilustrat mai multe cărți. 
Printre numeroasele onoruri conferite lui Abbéma a fost Palme Academiques, 1887  și nominalizarea ca „Pictor oficial al celei de-a treia republici”. A primit, de asemenea, o medalie de bronz la Expoziția Universală din 1900. În 1906 a fost decorată drept Cavaler al Ordinului Legiunii de Onoare.
Abbéma a murit la Paris în 1927. La sfârșitul secolului al XX-lea, pe măsură ce contribuțiile femeilor în arte în secolele trecute au primit mai multă atenție critică și istorică, lucrările ei s-au bucurat de o popularitate reînnoită. Abbéma a fost inclusă în expoziția din 2018 Femei la Paris 1850-1900.

## Femeia nouă
Pe măsură ce oportunitățile educaționale au fost făcute mai disponibile în secolul al XIX-lea, femeile artiste au devenit parte a întreprinderilor profesionale, inclusiv înființarea propriilor asociații de artă. Lucrările de artă realizate de femei au fost considerate a fi inferioare și pentru a ajuta la depășirea acestui stereotip, femeile au devenit „din ce în ce mai vocale și încrezătoare” în promovarea muncii femeilor și, astfel, au devenit parte din imaginea emergentă a „femeii noi” educate, moderne și mai libere. Atunci, artiștii „au jucat roluri cruciale în reprezentarea Femeii Noi, atât prin desenarea imaginilor icoanei, cât și prin exemplificarea acestui tip emergent prin propriile lor vieți”, inclusiv Abbéma care a creat autoportrete androgine pentru a „lega viața intelectuală prin accent pe ocularitate”. Multe alte portrete au inclus femei îmbrăcate androgin și femei care participau la distracții intelectuale și alte distracții asociate în mod tradițional cu bărbații.

## Galerie

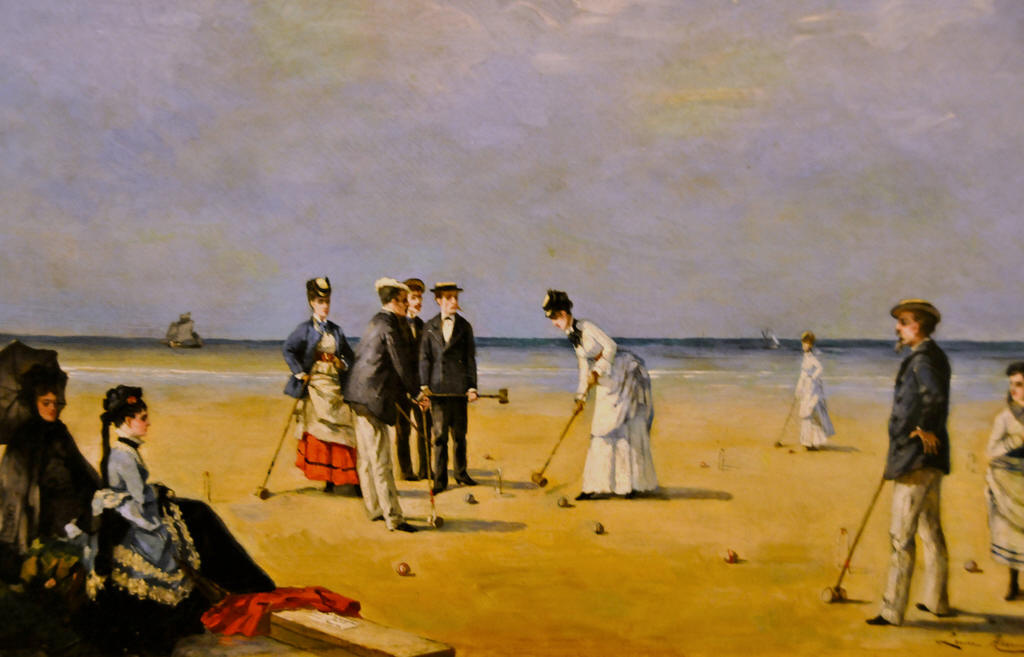
Un joc de crochet (1872)
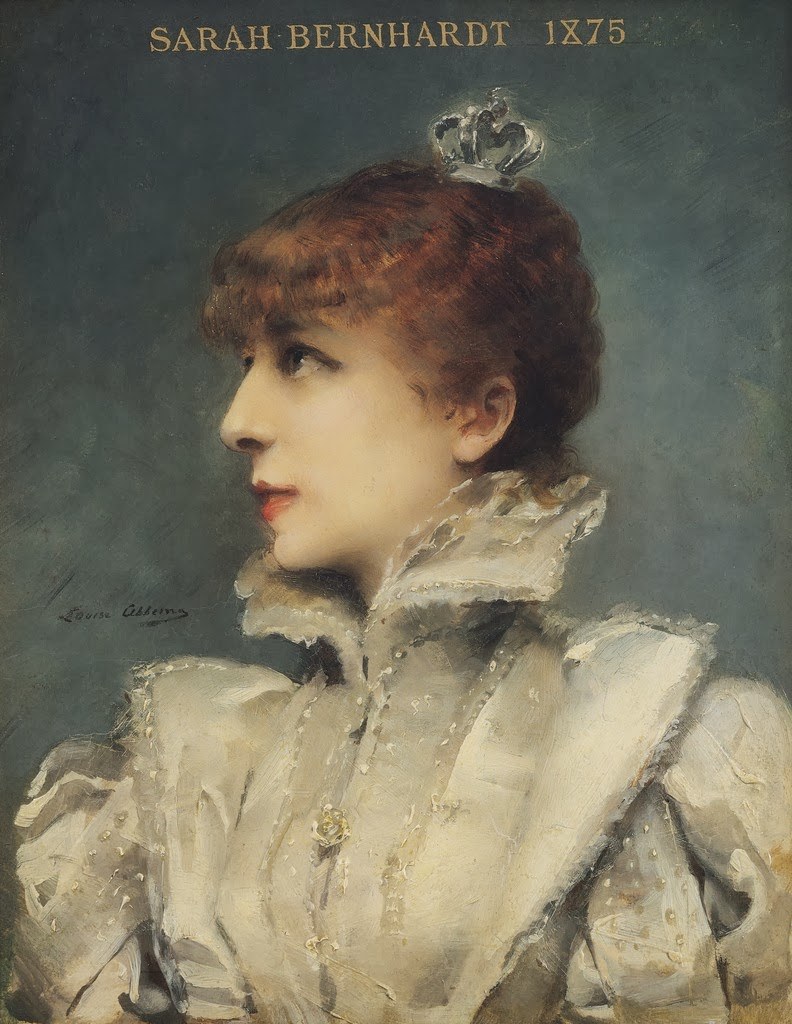
Sarah Bernhart (1875)
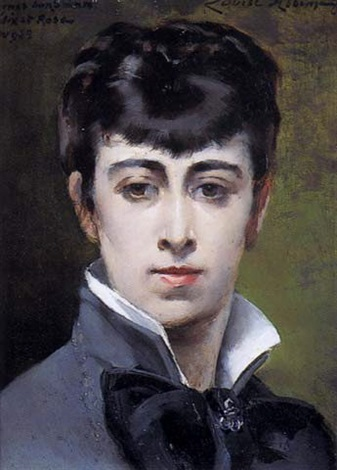
Autoportret, 18 ani (1876)
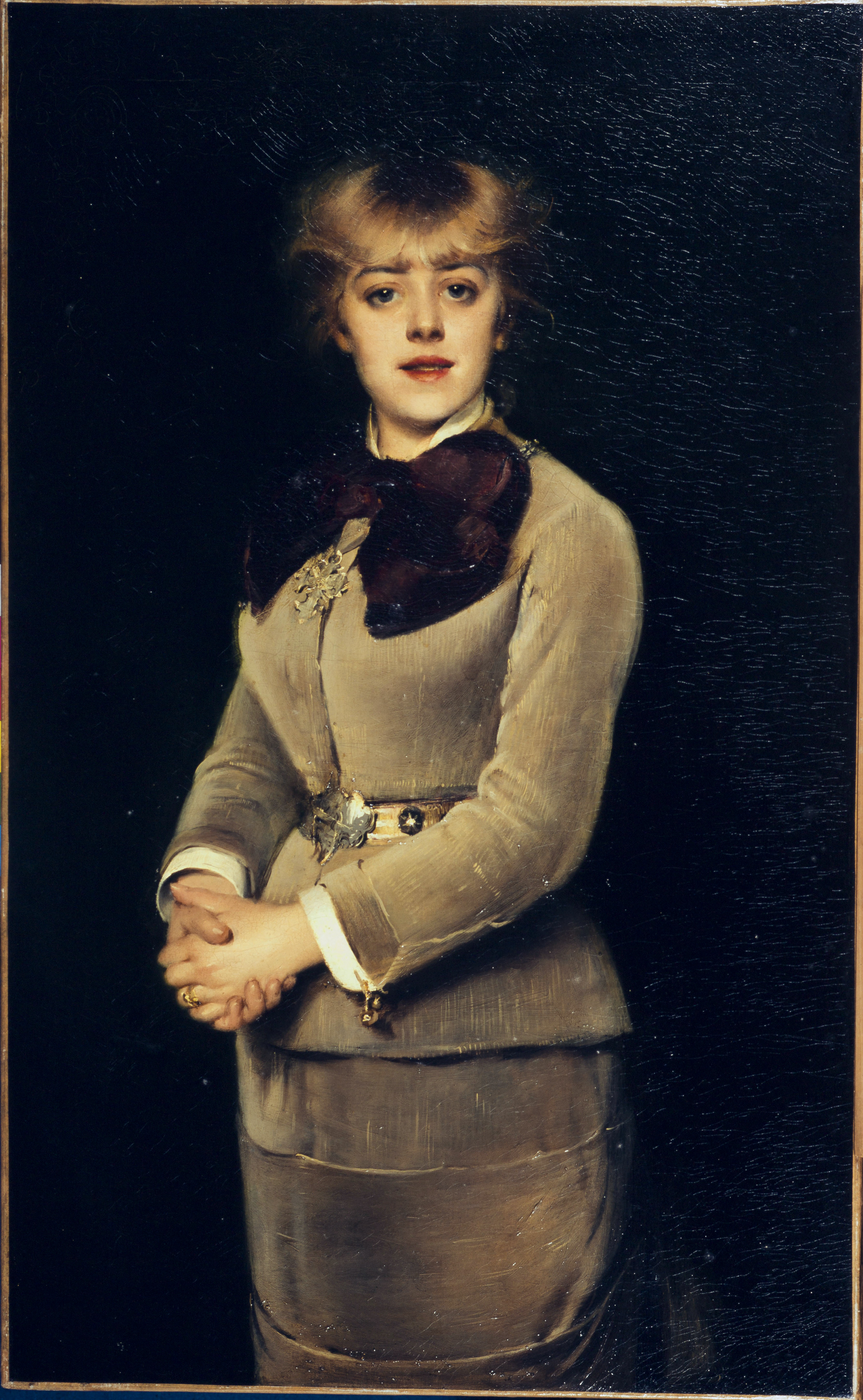
Portretul lui Jeanne Samary
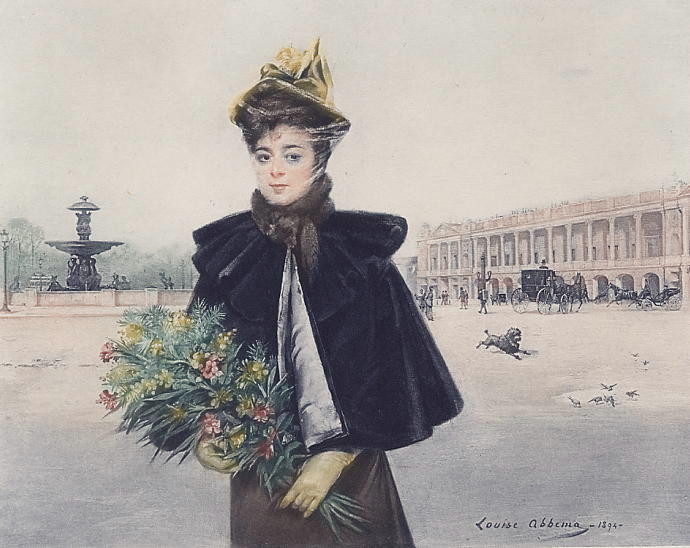
Matin d'avril, Place de la Concorde, Paris (1894)
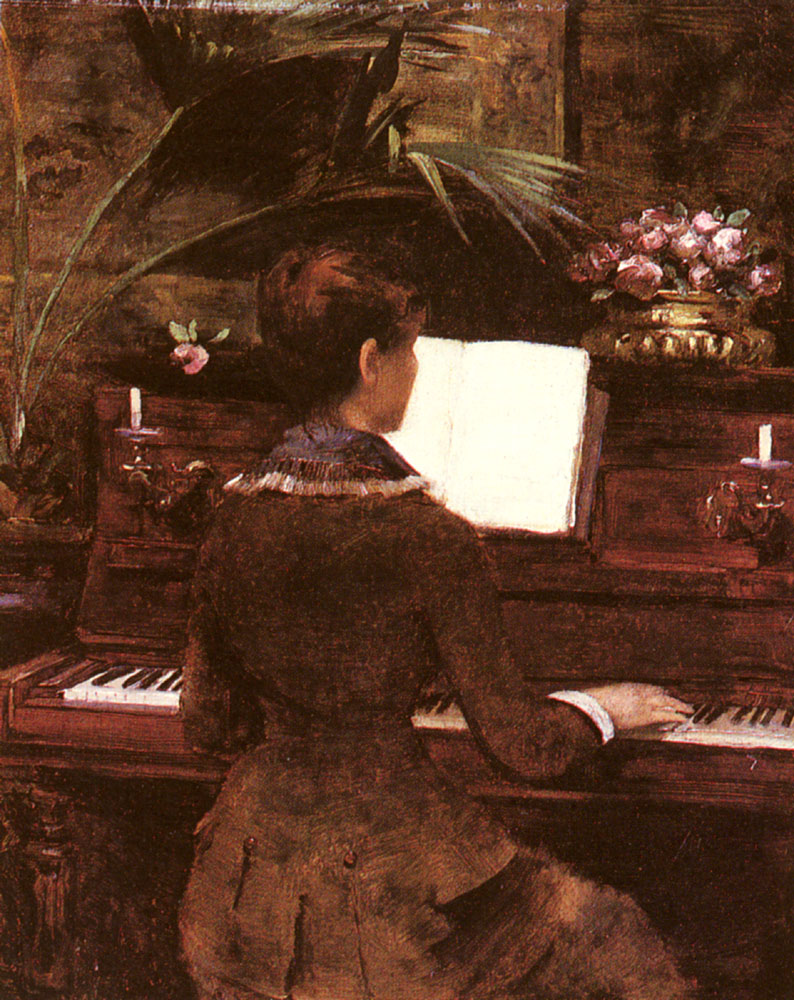
Au piano ( circa 1880)
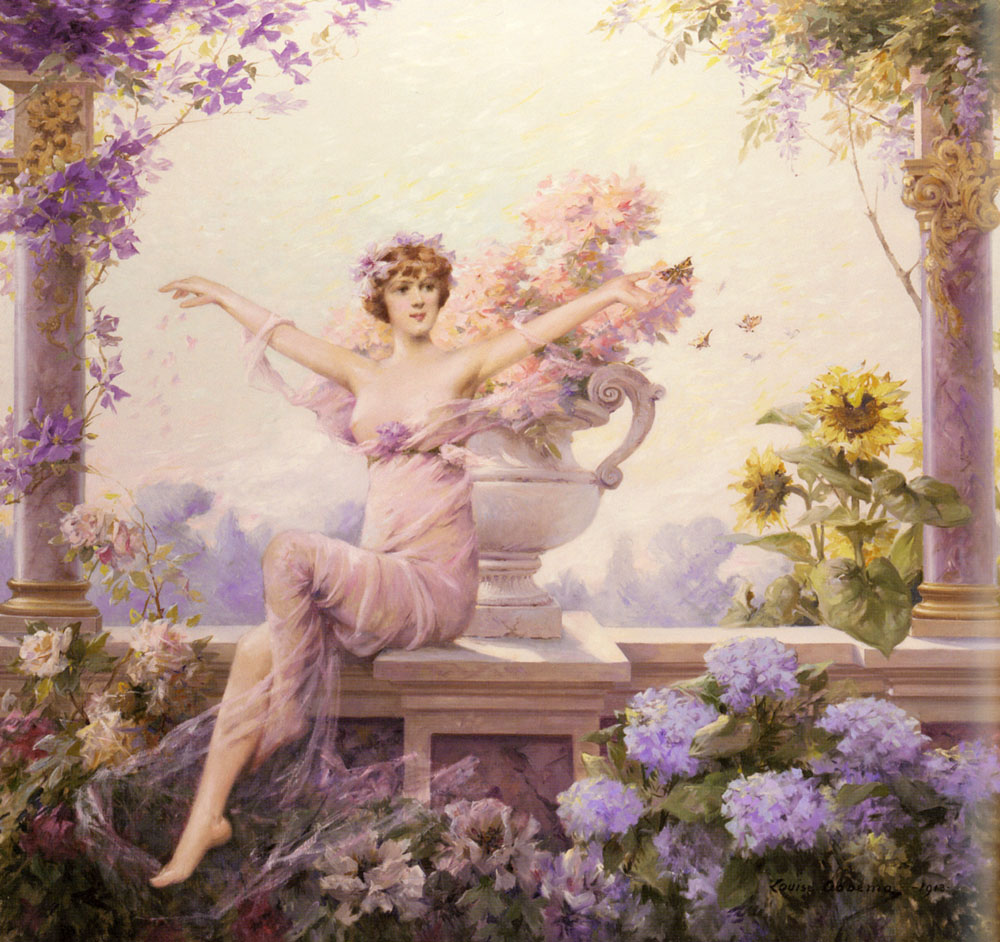
Flora (1913)
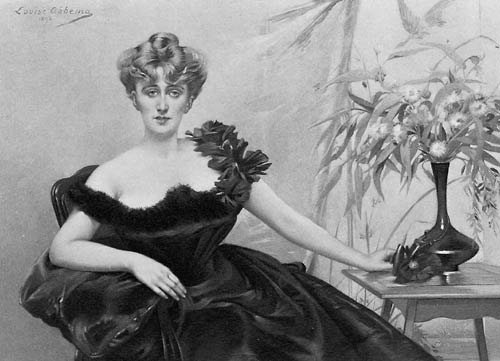
Portretul doamnei B. ( circa 1900)
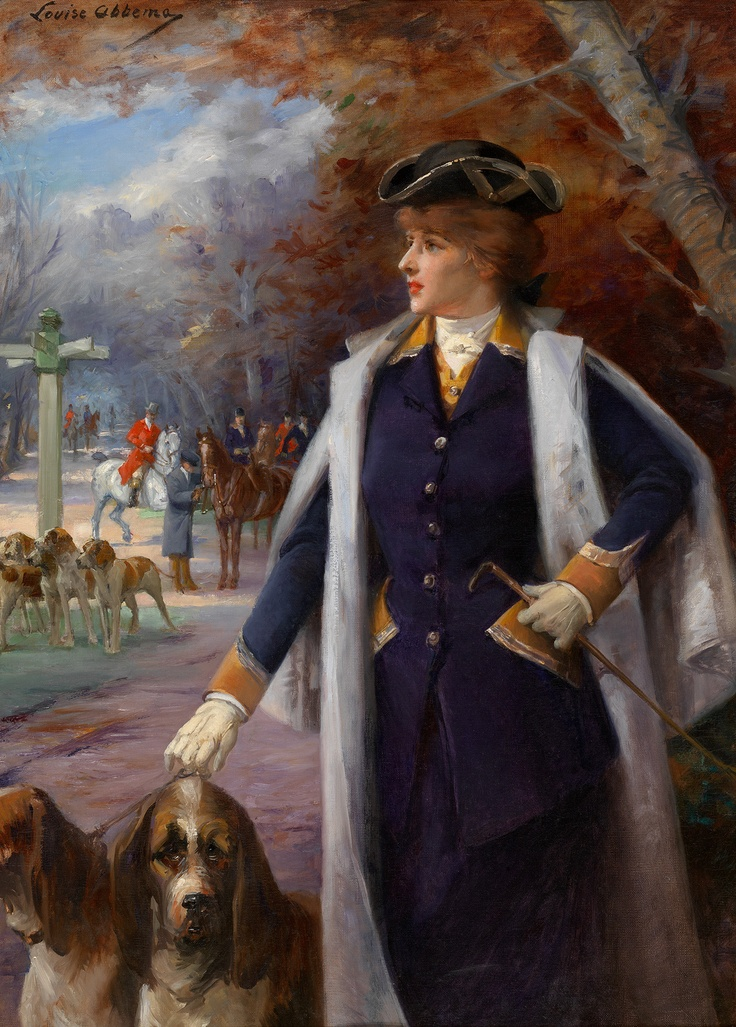
Sarah Bernhardt
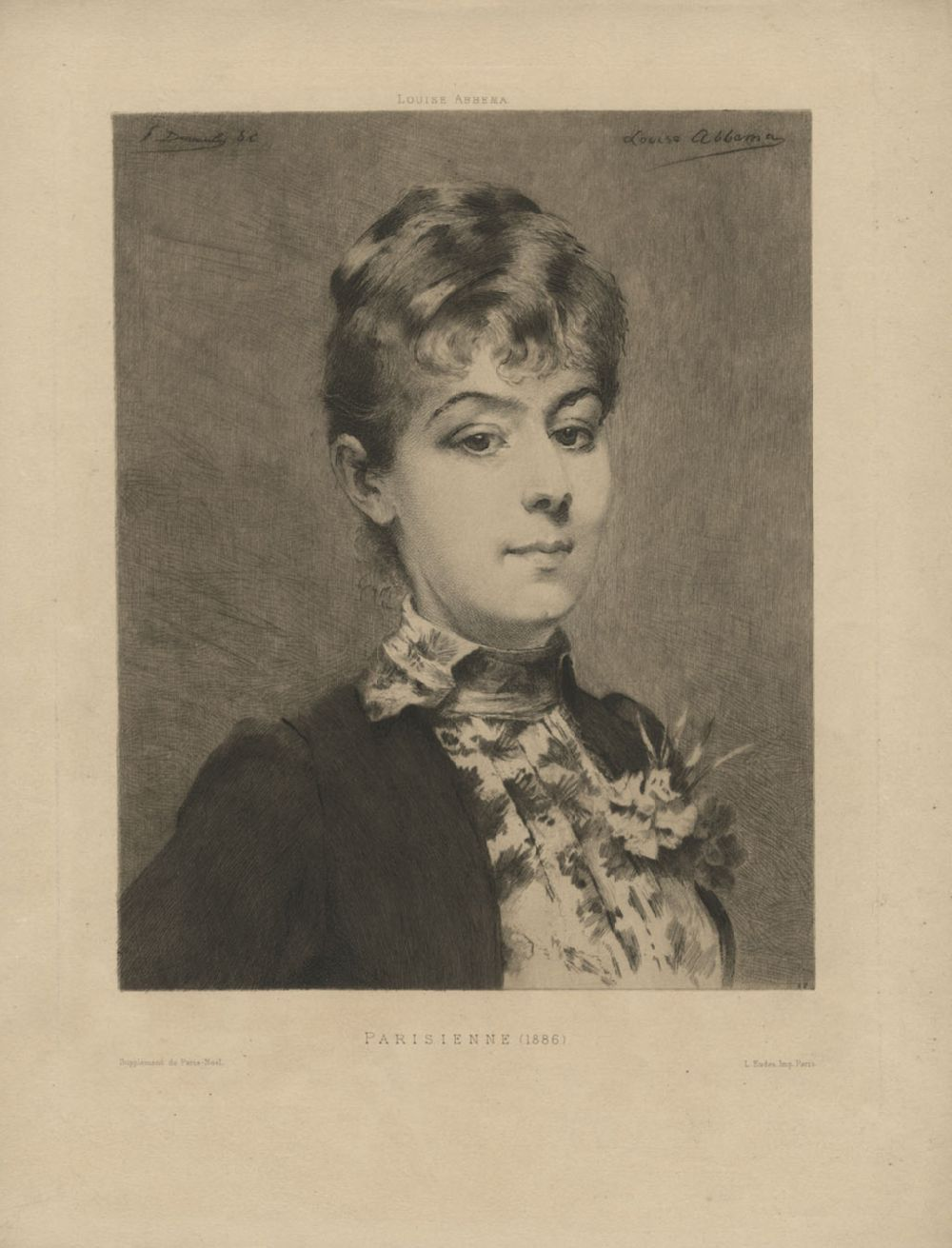
Fernand Desmoulin după Louise Abbéma, Parisienne, după 1886, gravură, Departamentul de colecții de imagini, Biblioteca Națională de Artă, Washington, DC Arhivat în 24 martie 2014, la Wayback Machine.